# Frameries
Frameries (en wallon : Framriye) est une commune francophone de Belgique située en Région wallonne dans la province de Hainaut, ainsi qu’une localité où se situe son siège administratif. La commune est le résultat de la fusion en 1977 des anciennes communes de Frameries, Eugies, La Bouverie, Noirchain et Sars-la-Bruyère.

## Toponymie
Quelques historiens se sont donné beaucoup de mal pour expliquer ce nom. Alexandre-Guillaume Chotin y voit le souvenir d’une fabrique de « framées » ou haches des anciens francs. G. Descamps donne une version plus raisonnable et estime que Frameries signifiait « terres ou possessions des Francs ». Dans cette hypothèse, il se décomposerait en Franc (Francus latin) et meries ou eries, désinence qui signifie possession ou terres. L’expression primitive Franc-meries dans la prononciation du peuple, se serait modifiée, comme cela arrive souvent. Au surplus, il est hors de doute que Fram est un nom propre d’individu ou d’une race, comme Aimeries, Aumeries, Lameries, noms de lieux de l’ancien Hainaut. D’autre part, les vieux noms de champs sur Frameries révèlent presque tous des noms Francs : tels Gerardvol, Gerardcamp, Raimundcamp, Rainierbus tous cités en 1240; Grinonmont, Lamberchies, Herbertcamp, Sart dame Hawit Evrartsart, Warbourtfosse, camp dame Domet en 1275 ; Rikartmarès en 1323 ; Gondripierre en 1410, etc.
L’hypothèse la plus probable de l’origine du mot Frameries proviendrait de « Frameric » (Pays du Fromant), du nom d’un ancien propriétaire d’un des trois domaines à l’origine du village (avec Fleignies, possession de Flago et Lambrechies de Landaberth ou Lambert).

## Géographie

### Sections de commune
| # | Nom             | Superf. (km²). | Habitants (2020). | Habitants par km² | Code INS |
| - | --------------- | -------------- | ----------------- | ----------------- | -------- |
| 1 | Frameries       | 6,66           | 10.368            | 1.557             | 53028A   |
| 2 | Noirchain       | 2,73           | 443               | 162               | 53028B   |
| 3 | La Bouverie     | 2,96           | 7.122             | 2.410             | 53028C   |
| 4 | Eugies          | 5,36           | 3.179             | 594               | 53028D   |
| 5 | Sars-la-Bruyère | 8,39           | 846               | 101               | 53028E   |

## Démographie

### Démographie: avant la fusion des communes
- Source : DGS recensements population.

### Démographie: commune fusionnée
En tenant compte des anciennes communes entraînées dans la fusion de communes de 1977, on peut dresser l'évolution suivante.
Les chiffres des années 1831 à 1970 tiennent compte des chiffres des anciennes communes fusionnées.
- Source : DGS, de 1831 à 1981 = recensements population ; à partir de 1990 = nombre d'habitants chaque 1er janvier.

## Histoire
(août 2024).

### Préhistoire
Il y a 30 000 ans, le village n’existait pas. Cependant, des découvertes permettent d’affirmer que des hommes vivaient sur son sol. Dans certains champs faisant partie du territoire actuel de Frameries, des instruments de silex taillé par l’homme ont été découverts, ainsi que dans des villages environnants. Le chemin de Binche qui forme la limite nord de Frameries est aussi d’origine néolithique.

### Antiquité
Vers l’an 300 av. J.-C., les Belges, peuple celte, traversant le Rhin, s’installent dans la région.

### Moyen Âge
Vers l’an 1000, dans la ville de Saint-Ghislain, on trouve la première mention de Frameries[Quoi ?].
En 1182, une bulle du Pape Lucius III, mentionnant la donation de l’église du bourg au chapitre de Saint-Waudru  par Aubert II, évêque de Cambrai (décédé en 965), fait apparaître l’existence du village pour la première fois[Quoi ?].
Au cours des siècles, les trois domaines qui composent le village se sont mués en seigneuries indépendantes. Un acte de 1274 cite les charbonnières de Frameries. Le chapitre de Sainte-Waudru, à Mons, avait la collation de la cure et de nombreuses propriétés. La seigneurie[Laquelle ?] de ce village appartenait en 1300 à Baudry de Rochefort.
Frameries dépendait du fief de Ligne. Il existait un serment d’Archers de Saint Sébastien, auquel le grand bailli de Hainaut accorda des statuts, en 1576.

#### Les Templiers et les Hospitaliers
Flégnies et le Temple datent d’après 1142, année où Baudouin IV comte de Hainaut, concéda sur Frameries, cent bonniers de terre aux Templiers.
En 1312, quand cet Ordre fut dissous lors de la dévolution des biens de l'ordre du Temple, ces biens et d’autres, acquis plus tard, passèrent aux Hospitaliers de l’ordre de Saint-Jean de Jérusalem. (la Ferme du Temple et le Pilori en sont des vestiges).
Parmi les dépendances de Frameries, il convient de citer les trois fermes :
- de Flégnies (Templiers);
- de Fliémet ;
- du Temple (Templiers).

### De 1945 à nos jours
Au début des années 1950 : Tablant sur la rentabilité des puits 11 et 12 du charbonnage du Crachet, un investissement de 500 millions de francs belges (+/- 12,4 millions d'Euros) permet la réalisation d’un puits à grande section avec équipement en cages, châssis à molettes, machines d’extraction, ventilation, lavoir, bains-douches, bureaux et un tunnel creusé sous Frameries permettant de ramener les charbons extraits du « Grisoeuil » et du « Grand Trait » vers le nouveau lavoir. La réserve de charbon de ce complexe de 3 puits est estimé à 154 millions de tonnes de quoi assurer une extraction journalière de 1 700 tonnes durant 300 ans.
En 1960, malgré les gros investissements à peine terminés du « Crachet », le puits 11 est fermé le 16 juillet 1960 et le puits 12 le 28 décembre 1960. Les bâtiments en très bon état avaient fait l’objet d’un classement. Ils servent désormais de cadre à un centre de divertissement et d'éducation scientifique, SparkOH! (anciennement Le Pass).
Depuis le milieu des années 1980, Frameries s’est également inscrite dans un schéma de rénovation urbaine et de développement socio-économique.
En février 2024, Frameries compte 21729 habitants.

## Armoiries
|  | Blason de Frameries Blasonnement : D’or à l’aigle bicéphale éployée de sable. - Délibération communale : 16 septembre 1999 - Arrêté de l'exécutif de la communauté : 22 septembre 2000 |

## Politique et administration

### Conseil et collège communal 2024-2030
Ci-dessous, le tableau des résultats des élections communales de 2024.
| Parti | Parti        | Voix (2024) | Voix (2018) | % (2024) | % (2018) | +/-     | Sièges  | +/- | Collège |
| ----- | ------------ | ----------- | ----------- | -------- | -------- | ------- | ------- | --- | ------- |
|       | PS           | 5.598       | 5.181       | 46,51%   | 41,41%   | 5.1 %   | 13 / 27 | 0.0 | Non     |
|       | MR&Vous      | 2.727       | 1.195       | 22,66%   | 9,55%    | 13.11 % | 6 / 27  | 4.0 | Oui     |
|       | Be Frameries | 3.710       | 3.617       | 30,83%   | 28,91%   | 1.92 %  | 8 / 27  | 1.0 | Oui     |
|       | PTB          | -           | 1.394       | -        | 11,14%   | 0.0 %   | - / 27  | 3.0 | Non     |
|       | LA DROITE    | -           | 250         | -        | 2,00%    | 0.0 %   | - / 27  | 0.0 | Non     |
|       | PP           | -           | 623         | -        | 4,98%    | 0.0 %   | - / 27  | 0.0 | Non     |
|       | AGIR         | -           | 250         | -        | 2,00%    | 0.0 %   | - / 27  | 0.0 | Non     |
| Total | Total        | 12 035      | 12 510      | 100 %    | 100 %    |         | 27      |     |         |

| Collège communal  |                     |                            |
| ----------------- | ------------------- | -------------------------- |
| Bourgmestre       | Manu Disabato       | Ecolo - Be Frameries       |
| 1er Échevine      | Florence van Hout   | MR - MR&Vous               |
| 2e Échevin        | Ghislain Stiévenart | Les Engagés - Be Frameries |
| 3e Échevine       | Angela Muratore     | MR - MR&Vous               |
| 4e Échevin        | Fabrice Despretz    | Be Frameries               |
| 5e Échevine       | Florence Defourny   | Be Frameries               |
| Président du CPAS | Louis Rifaut        | MR&Vous                    |

### Jumelages
Frameries est jumelée avec :
- Issy-les-Moulineaux (France)
- La Chaux-de-Fonds (Suisse)
- Tazarka (Tunisie)

### Relations amicales
- Crest-Voland (France)
- Willmar (États-Unis)
- Dissay (France)

## Patrimoine et culture

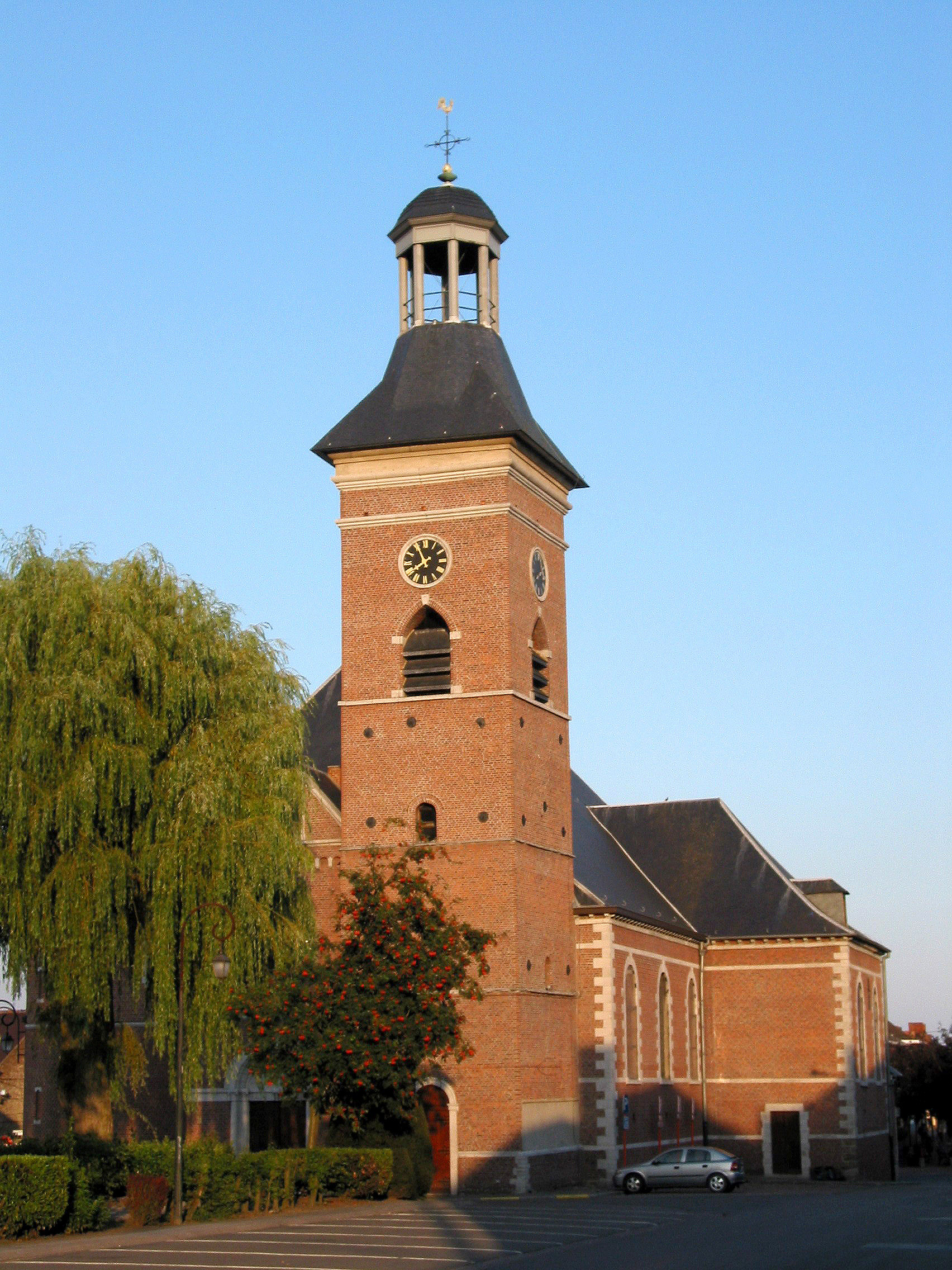
L’église Sainte-Waudru

### Patrimoine architectural, sites et sculptures
- Monument Achille Urbain, buste et groupe de deux personnes, œuvre du sculpteur Léon Gobert, 1912.
- Terril du Crachet.
- Hôtel de ville daté de 1895.
- L'église Sainte-Waudru.

### Culture

#### Musée
- Parc d'aventures scientifiques et de société (Spark'Oh!).

## Économie

### Parc d'aventures scientifiques et de société (SparkOH!)
Le SparkOH! est un parc de découverte scientifique belge construit sur le site du Crachet réhabilitant un ancien charbonnage classé. Destiné à la vulgarisation scientifique, il a été conçu par le muséologue français Jean-Marc Providence et construit selon les plans der l'architecte Jean Nouvel. Le but du parc est d’éveiller l'intérêt du public (en particulier des jeunes) aux sciences et aux technologies et de susciter le questionnement en rendant l’expérience la plus interactive possible.
Différents enjeux de société (l'eau, l'énergie, etc.) sont mis en évidence par des expériences pratiques.

### Brasserie
La brasserie 3F a été fondée en 2014 à Frameries par deux jeunes brasseurs. Son nom fait écho aux trois fontaines encore en activité dans la ville de Mons. La brasserie a une capacité de production de 30 000 hectolitres de bière/an. Elle s'inscrit dans une démarche de développement durable : les résidus de céréales nécessaire au brassage sont réutilisées par les agriculteurs locaux pour nourrir leur bétail et l'eau de pluie est récupérée pour le nettoyage des sols.
En août 2024, la bière double Dominicains de la brasserie 3F est primée aux World Beer Awards, compétition internationale organisée au Royaume-Uni.

## Personnages célèbres
- Germain Joseph Hallez (1769-1840), artiste peintre, Directeur de l’Académie des Beaux-Arts à Mons.
- Frédéric Corbisier (1796-1877), industriel et homme politique, bourgmestre de Frameries.
- Joseph Dufrane dit Bosquétia (1833 - 1906), écrivain belge d’expression picarde.
- Jules Dufrane (1848-1935), secrétaire communal, Sénateur, Directeur d’Imprimerie, Fondateur de la Société Musicale « La Ducale Fanfare ».
- Vincent Van Gogh (1853-1890), peintre impressionniste, a vécu 2 ans à Frameries alors qu’il était pasteur.
- Georges Rodenbach (1855-1898), poète.
- Paul Hankar (1859-1901), architecte.
- Désiré Maroille (1862-1919), premier bourgmestre socialiste de Frameries.
- Firmin Piérard (1863-1942), bourgmestre.
- Joseph Bidez (1866-1945), helléniste, professeur à l’université de Gand.
- Abel Dufrane (1880-1960), lépidoptériste.
- Louis Piérard (1886-1951), journaliste, écrivain, homme politique, critique d’art.
- Fernand Urbain (1910-2009 ), artiste peintre, graveur.
- Jacques Stoquart (1931-2018), scénariste de bande dessinée.
- Didier Beugnies (1961-), footballeur.
- Laura Laune (1986-), humoriste, comédienne et musicienne.
- Georges-Louis Bouchez (1986-), homme politique.